# سفیران (هانس هلباین)
نقاشی سفیران اثر هانس هولباین در سال ۱۵۳۳ میلادی است و هم‌اکنون در نگارخانه ملی لندن نگهداری می‌شود. این تابلو نمونه مهمی از نقاشیِ تغییرشکل‌دهنده است.

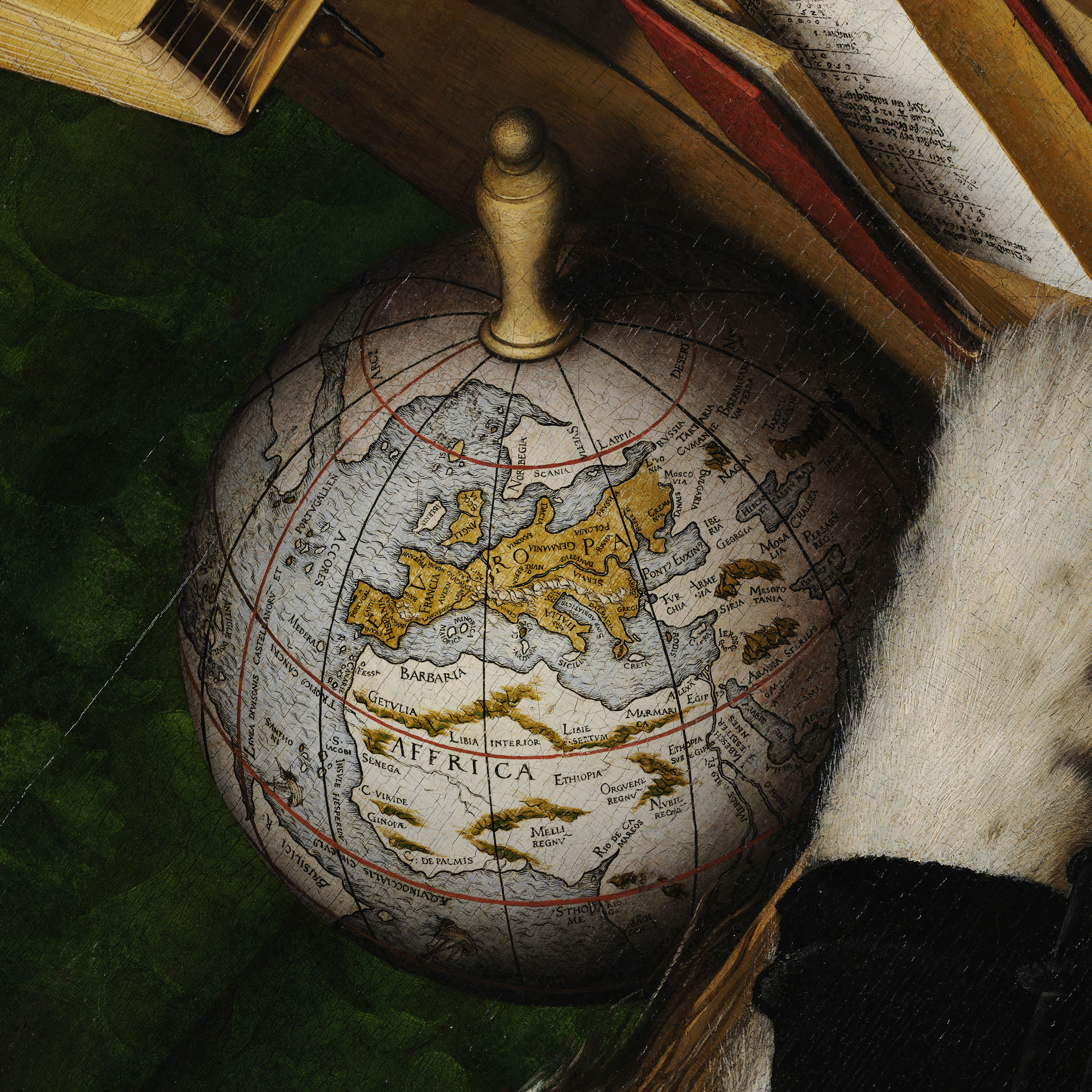
گوی سفیر

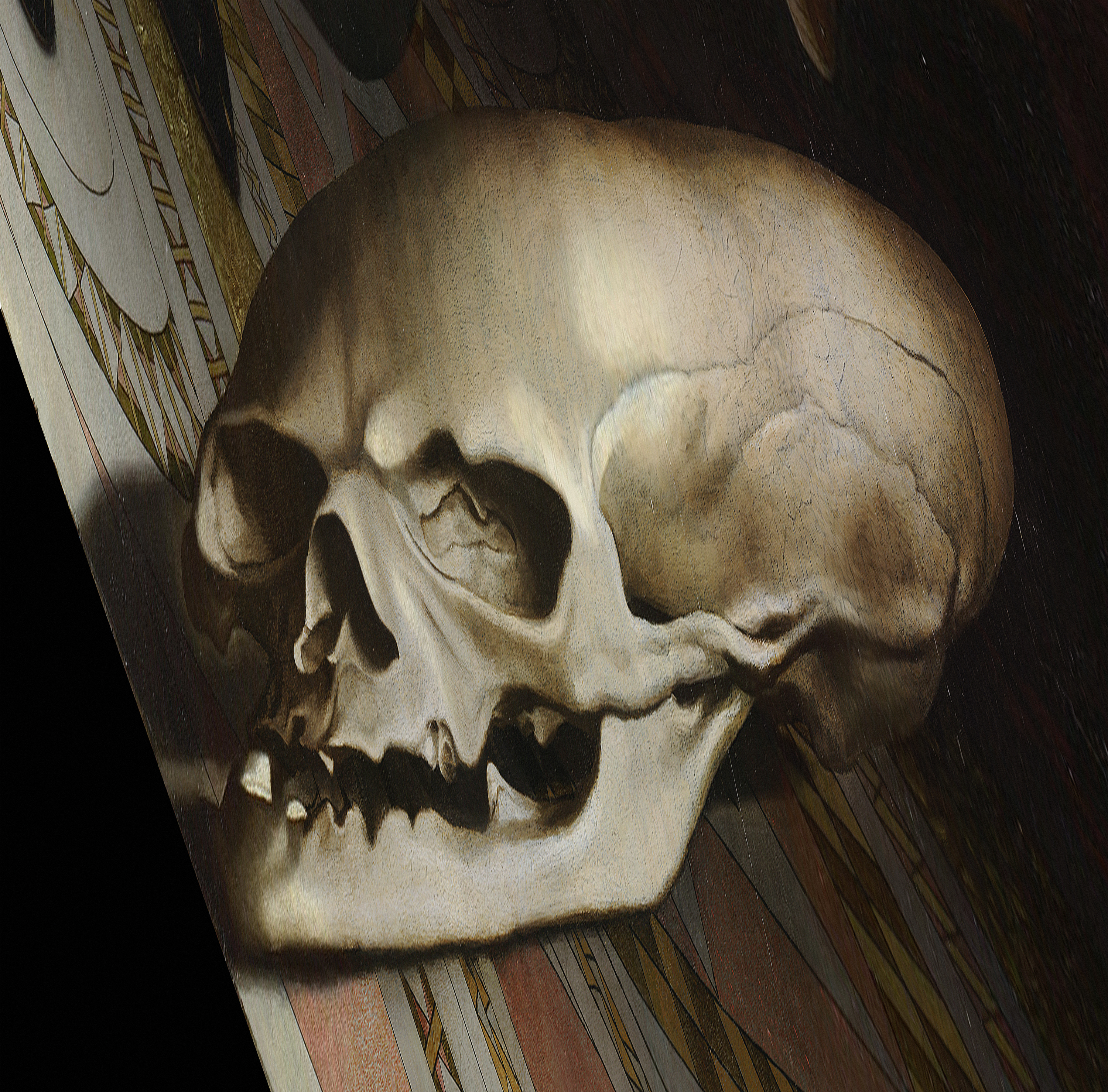
نگاه به جمجمه از زاویه ای خاص

## توضیح اثر
هولباین پسر که بیشتر عمر خود را در انگلستان گذراند، تأثیری که از نقاشان هلندی پذیرفته بود را در این اثر به نمایش گذاشته‌است. این نمود را در رنگ روغنی که یک سده پیشتر در هلند گسترش یافته بود می‌توان دید. از جمله عناصری که در تابلو استفاده شده‌اند می‌توان به ابزارهایی علمی از جمله دو کره (یکی سیاره زمین‌سان و یک کره آسمان)، دو ابزار رصدِ ستاره ای و یک ساعت آفتابی، و یک فرش شرقی اشاره کرد.
شخصی که در سمت چپ ایستاده، پوششی عامی بر تن دارد و شخصِ سمتِ راست لباس کشیشی پوشیده‌است.
این اثر دارای نشانه‌های کمی از امور مذهبی است و فقط نشانی از مسیح مصلوب در پشتِ پردهٔ سمت چپ در بالا دیده می‌شود.

## جمجمه تغییر شکل دهنده
در جلوی نقاشی و میانِ دو نفر، چیزی هست که در نگاهِ نخست درست به نظر نمی‌رسد که چیست. این بخش از نقاشی، مهمترین کاری است که هولباین انجام داده و یک جمجمهٔ انسان را بگونهٔ ماهرانه‌ای در نقاشی گنجانده‌است. این بخش از اثر در واقع یک معمای دیداری مربوط به دوره رنسانس است و بیننده باید در نقطه‌ای خاص از اثر و در کنار تابلو بایستد و به تابلو بنگرد تا بتواند این جمجمه را -که نمادی از مرگی است که هر لحظه در کمینِ انسان نشسته‌است- ببیند.
این تابلو در واقع سه سطح را به ما می‌نمایاند:
سطحِ آسمانی که با نمادهای اُسطرلابی نشان داده شده‌است. سطحِ دنیوی که با نمادهای علمی نشان داده شده‌است و مرگ که با جمجمه نشان داده شده‌است.
یک دیدگاه نیز اینست که قرار بوده این تابلو در راه پله آویخته شود و از همین رو نقاش، جمجمه را بصورتی کشیده که رهگذری که در حالِ گذر از سمتِ چپ تابلو است، بتواند جمجمه را ببیند. دیدگاهِ دیگر نیز اینست که نقاش فقط می‌خواسته قدرتِ خود را در پنهان سازیِ یک عنصر در تابلو به نمایش بگذارد.